# Половинко Ігор Іванович
Полови́нко І́гор Іва́нович (12 серпня 1952, Львів, Україна) — український фізик, науковець та педагог вищої школи, доктор фізико-математичних наук, заслужений професор Львівського університету, декан факультету електроніки, завідувач кафедри нелінійної оптики Львівського національного університету імені Івана Франка.

## Біографічні відомості
Народився 12 серпня 1952 р. у м.Львів.
У 1969 р. закінчив львівську середню школу № 11.
У 1974 р. закінчив фізичний факультет Львівського державного університету імені Івана Франка. Захистив дипломну роботу на тему «Електрооптичні властивості кристалів KDP».
1974 р. — старший лаборант кафедри експериментальної фізики університету.
1975 р. — аспірант фізичного факультету.
1976-1979 рр. — по обміну направлений в Познанський університет (Республіка Польща) для продовження навчання в аспірантурі.
У 1979 р. захистив кандидатську дисертацію на тему «Фізичні властивості кристалів тригліцинсульфату з домішкою заліза».
1979 р. — старший науковий співробітник науково-дослідного сектора Львівського університету.
1980-1984 рр. — асистент кафедри нелінійної оптики.
1984-1988 рр. — доцент кафедри нелінійної оптики.
У 1986 році присвоєно вчене звання доцента по кафедрі нелінійної оптики.
1988-1991 рр. — докторант фізичного факультету.
У 1991 р. захистив дисертацію «Оптико-фізичні властивості кристалів групи А2ВХ4 з неспіврозмірними фазами» (Харківський фізико-технічний інститут низьких температур)
З 1991 р. професор кафедри нелінійної оптики.
1996 р. — виконувач обов'язків завідувача кафедри нелінійної оптики.
У 1996 р. присвоєно вчене звання професора кафедри нелінійної оптики.
З 1997 по наш час — завідувач кафедри нелінійної оптики Львівського національного університету імені Івана Франка.
З 2003 по 2019 рік обіймав посаду декана факультету електроніки та компʼютерних технологій Львівського національного університету імені Івана Франка.

## Наукова діяльність
Науковий напрям — фізика фазових переходів, оптичні дослідження кристалів, радіаційна фізика.
Брав діяльну участь у формуванні наукової школи «Фізика фероїків» в напрямку оптико-спектральних досліджень фероїків. Наукові інтереси пов'язані з вивченням кристалів, що володіють сегнетоелектричними, сегнетоеластичними та неспірозмірними фазами.
Проведено детальне експериментальне дослідження заломлюючих, двозаломлюючих, електронно- і п'єзооптичних, гіротропних та оптико-спектральних властивостей неспівмірної фази кристалів групи А2ВХ4.
Теоретично розвинуто мікроскопічний підхід для пояснення особливостей її поведінки в неспівмірних фазах. Встановлено, що неспівмірно-модульована структура нетривіальним чином проявляється в оптичних властивостях. Поряд із підтвердженням характеру ФП вихідна-неспівмірна-співмірна фази показано, що в самій неспівмірній фазі спонтанне двозаломлення пропорційне квадрату амплітуди параметру порядку. Дано мікроскопічний опис і проведено аналіз симетрії заломлюючих властивостей неспівмівних фаз діелектричних кристалів. Показано, що в наближенні однорідного середовища симетрія тензорів, які описують заломлюючі властивості не змінюється при ФП у неспівмірну фазу.
	Встановлено, що на відміну від співмірних фаз у неспівмірній фазі порушується емпіричне правило Урбаха. На підставі досліджень інфрачервоних спектрів та спектрів комбінаційного розсіювання виявлено, що як правило, у вихідній фазі в електронно-фононній взаємодії беруть участь фонон, що відповідають коливанням катіонів А+, а у співмірній фазі — коливанням тетраедрів ВХ42-.
	Відкрито ефект термооптичної пам'яті у двозаломленні та поглинанні світла. На прикладі кристалів[N(CH3)4]2CoCl4 показано, що термооптична пам'ять супроводжується виникненням додаткової смуги поглинання в оптичних спектрах. Визначальна роль у прояві цих ефектів належить дефектам кристалічної структури, що підтвердилося дослідами, проведеними, проведеними при малих швидкостях зміни температури (~100 мК/год). Оптичними методами вивчення глобальний гістерезис та кінетичні явища в неспівмірних фазах. Показано, що важливу роль в утворенні гістерезису відіграє солітонна структура, а кінетичні явища пов'язані з метастабільним хаотичним станом солітонів. Аналогічні явища спостерігались в оптичних властивостях рідко-кристалічних голубих фаз.
Вивчено поведінку хвилі неспівмірної модуляції в механічних та електричних полях, а також її еволюцію при введенні домішок та ізоморфному зміщенні.
Проведено теоретичний аналіз поширення світла через періодично шарувате синусоїдальне промодульоване середовище з врахуванням просторової дисперсії. На прикладі кристалів К2ZnCl4 та Rb2ZnCl4 досліджено та пояснено прояв ефектів просторової дисперсії в неспівмірній фазі.
На основі дослідження п'єзооптичних та електрооптичних властивостей зроблено висновок про макроскопічну центросиметричність неспівмірної фази, а також оцінено вклад спонтанних ефектів у двозаломлення. Експериментально встановлено, що заміну іонів В2+ в кристалах А2ВХ4 можна співставити зі зміною гідростатичного тиску.
Детально вивчались ефекти термохромізму та радіаційно — індукованих змін у фероїках. Вирощено ряд нових чистих і домішкових кристалів груп А2МХ4 і АМХ3.
Багатий експериментальний матеріал дозволив здійснити їх аналіз на феноменологічному та мікроскопічному рівнях .Ряд ефектів рекомендовані до практичного використання і захищені понад 20 патентами.
Автор понад 270 наукових праць та навчальних посібників. Підготував понад 10 кандидатів та 2 доктора фізико-математичних наук.
- Polovinko I., Sveleba S., Kapustianik V. et. al. Manifestation of defect network around a soliton in the incommensurate [N(CH3)4]2FeCl4 crystals. // Ferroelectrics. - 1995.- V. 172.- PP. 331–336.
- Kapustianik V., Korchak Yu., Polovinko I., Tchukvinskyi R., Czapla Z., Dack Electron-Phonon Interaction and Phase Transitions in [C2H5NH3]2CuCl4 Crystals // Phys.stat.sol.(b). - 1998. - 207. - PP. 95–101.
- Kushnir O. S., Lokot L. O., Lutsiv-Shumski L. P., Polovinko I. I., Shopa Y. I. On the propagation of light in incommensurately modulated dielectric crystals // Physica Status Solidi (b).- 1999.- 214.- PP.487–494.
- Капустяник В. Б., Корчак Ю. М., Половинко І. І., Свелеба С. А. Прояв фазових переходів в спектрах оптичного поглинання кристалів біс-(n-пропіламін) тетрахлоркупрату // УФЖ.- 2000.- 45, № 7.- С. 870-874.
- Половинко І., Кітик А., Кітик І. Дослідження неспівмірної фази в сегнетоелектриках K2ZnCl4 // Вісник Львівського університету, сер фізична, 1982, С. 50-55.
- Polovinko I., Kaluza S.  ,Korchak Yu. Kapustianik V., Thermochromic properties of the A2CuCl4 crystals // Molecular Physics Reports 18/19,67, 1997, p. 20-24.
- Sveleba S., Polovinko I., Zhmurko V. et al Manifestation of coexistence of the long-periodic phase with incommensurate phase // Ferroelectrics, 1999, V. 222, p. 359-366.
- Stankowski J., Polovynko I., Stankowska J. The changes of Curie point shift coefficient under stress in the TGS, TGFB and TGSe crystals // Ferroelecrtics 1978, V. 21 P. 529-530.